# Arenaria phitosiana
Arenaria phitosiana är en nejlikväxtart som beskrevs av Werner Rodolfo Greuter och Burdet. Arenaria phitosiana ingår i släktet narvar, och familjen nejlikväxter. Inga underarter finns listade i Catalogue of Life.